# 中ノ沢駅
中ノ沢駅（なかのさわえき）は、北海道山越郡長万部町字中ノ沢にあった北海道旅客鉄道（JR北海道）函館本線の駅（廃駅）である。駅番号はH48。電報略号はナワ。事務管理コードは▲140128。
2016年まで運行されていた快速「アイリス」の停車駅であった。

## 歴史

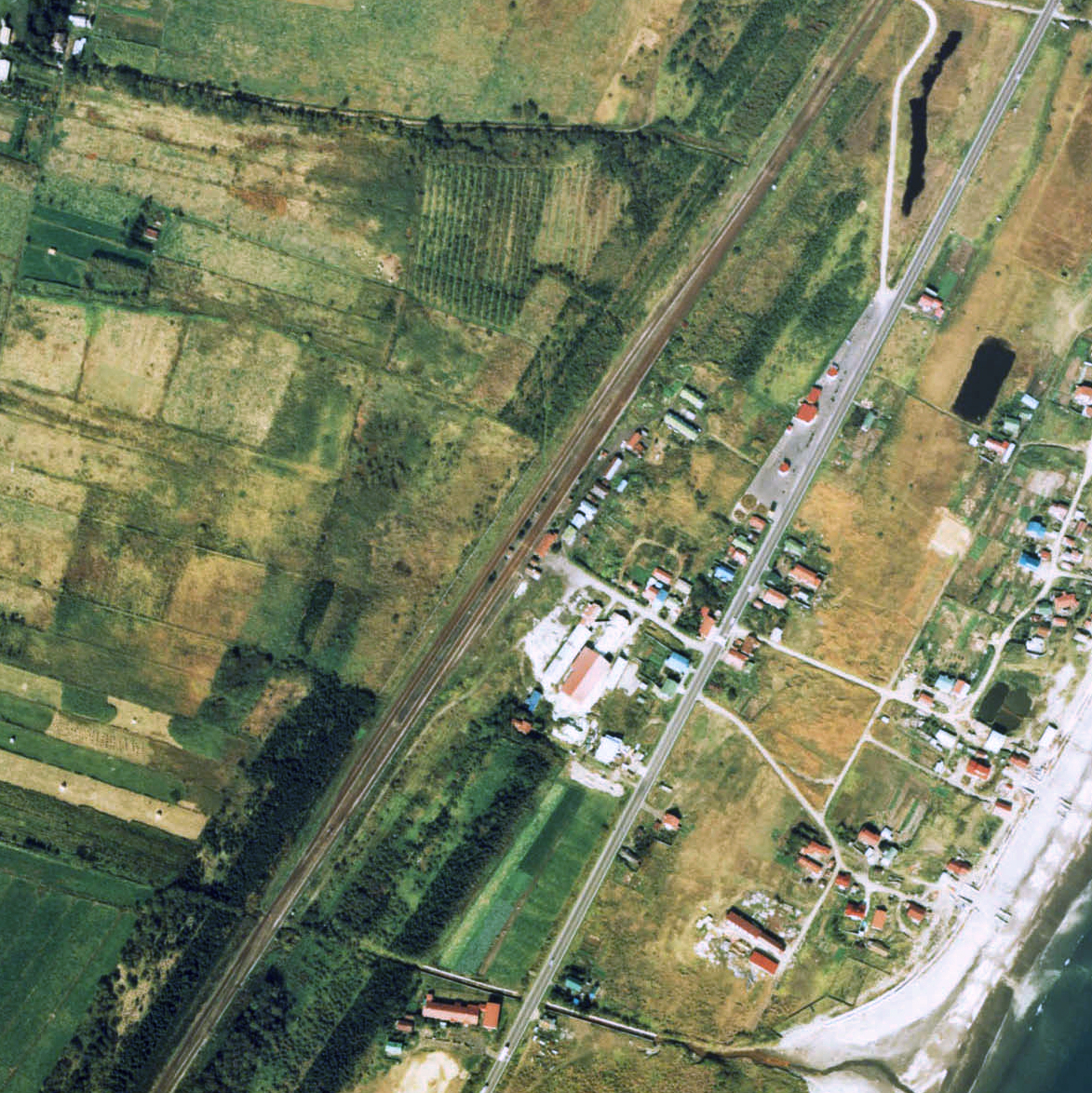
1976年の中ノ沢駅と周囲約750m範囲。下が函館方面。

- 1904年（明治37年）10月15日：北海道鉄道の紋別駅（もんべつえき）として開業[3][4]。一般駅[4]。
- 1907年（明治40年）7月1日：北海道鉄道の国有化に伴い、国有鉄道に移管。
- 1909年（明治42年）10月12日：国有鉄道線路名称制定に伴い、函館本線の駅となる。
- 1914年（大正3年）10月1日：中ノ沢駅（なかのさわえき）に改称[5]。
- 1934年（昭和9年）9月：駅舎改築[6]。
- 1949年（昭和24年）6月1日：日本国有鉄道法施行に伴い、日本国有鉄道（国鉄）に継承。
- 1960年（昭和35年）12月：単線自動信号化[6]。
- 1965年（昭和40年）9月27日：函館本線 当駅 - 長万部駅間が複線化[7]。
- 1966年（昭和41年）
  - 9月28日：函館本線 国縫駅 - 当駅間のうち、国縫駅 - 函館起点105.911km地点間が複線化[8]。
  - 12月25日：函館起点105.911km地点 - 当駅間が複線化され、函館本線 国縫駅 - 当駅間がすべて複線化[8]。
- 1972年（昭和47年）3月15日：貨物取扱い廃止[9]。
- 1984年（昭和59年）2月1日：荷物取扱い廃止[4]。
- 1986年（昭和61年）11月1日：無人化[9]。
- 1987年（昭和62年）
  - 1月：貨車改造駅舎に改築[9]。
  - 4月1日：国鉄分割民営化に伴い、北海道旅客鉄道（JR北海道）の駅となる。
- 2007年（平成19年）10月1日：駅ナンバリングを実施[JR北 2]。
- 2023年（令和5年）
  - 6月10日：同日付「北海道新聞」で、当駅を翌年春予定のダイヤ改正に併せ廃止する意向がJR北海道から長万部町に伝えられている旨が報じられる[新聞 1][新聞 2]。
    - 同月中に長万部町ではJR北海道の意向で住民説明会を開いたが、高校生の通学の足を確保することについて要望があったのみで、廃止への反対はなかった[新聞 3]。

  - 9月7日：長万部町長の木幡正志が当駅の廃止受け入れの方針を定例町議会に報告[新聞 3]。
- 2024年（令和6年）3月16日：利用者減少のためダイヤ改正に伴い、廃止[JR北 1]。

### 駅名の由来
旧駅名「紋別」はアイヌ語の「モペッ（mo-pet）」に由来し、1973年（昭和48年）に国鉄北海道総局が発行した『北海道　駅名の起源』では「子なる川、すなわち支流」の意と紹介しているが、永田方正や山田秀三は同音の「静かな・川」の意としている。この名称は現在も河川名として残っている。
現駅名は、道内に同様の地名が多かったことを理由に改名されたもので、同地がワルイ川（和類川、とも表記）、紋別川の中間にあり、沢を成していることによる。

## 駅構造
地上駅。かつて混合ホーム2面3線であったが、中線が取り払われ、廃止時には単式ホーム2面2線となっていた。ホーム間は構内踏切で接続していた。ヨ3500形車掌車改造の待合所が設置される無人駅（長万部駅管理）であった。

### のりば
| 番線 | 路線      | 方向 | 行先         |
| ---- | --------- | ---- | ------------ |
| 1    | ■函館本線 | 上り | 森・函館方面 |
| 2    | ■函館本線 | 下り | 長万部方面   |

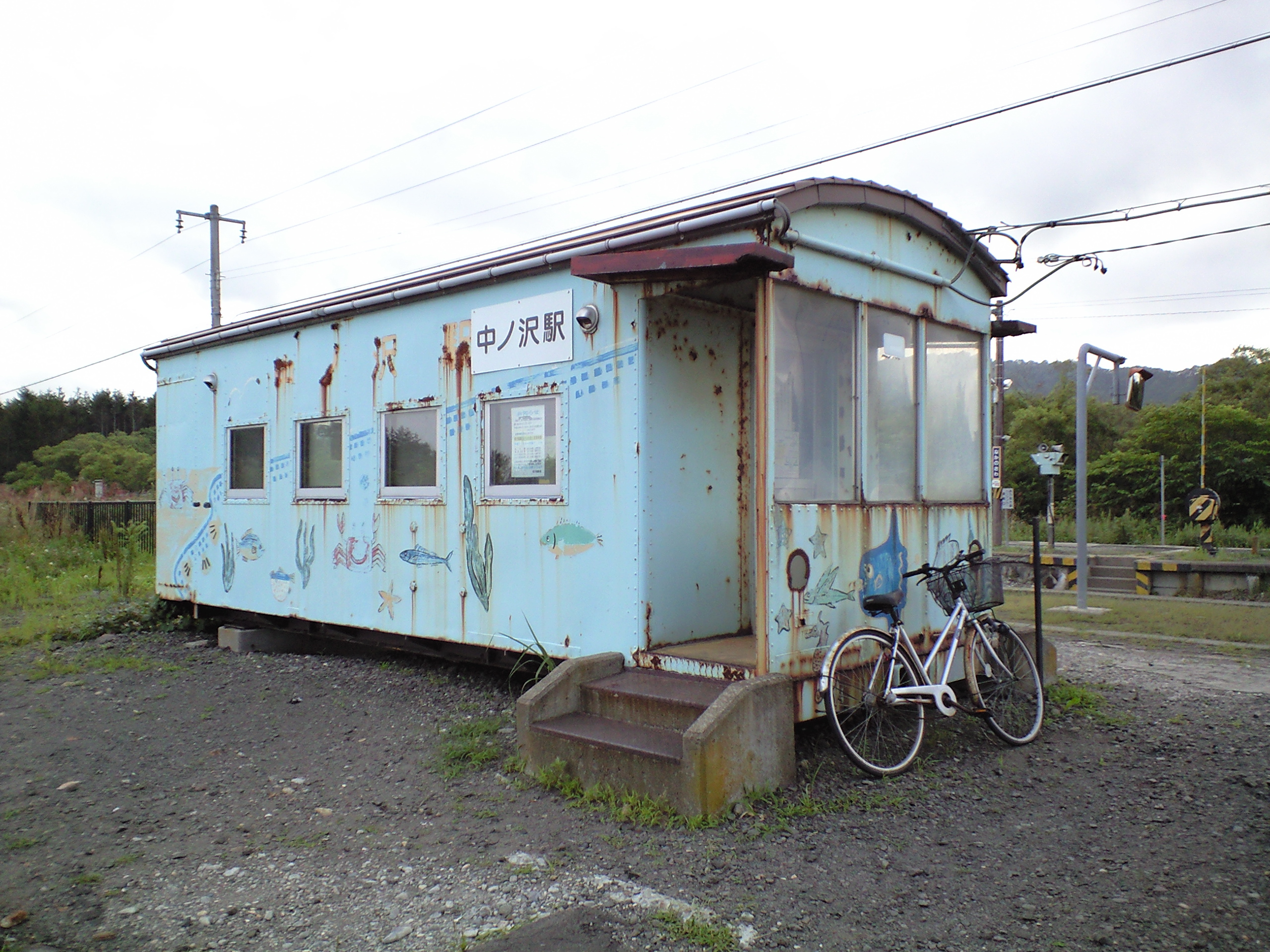
塗色変更前の駅舎（2008年8月）
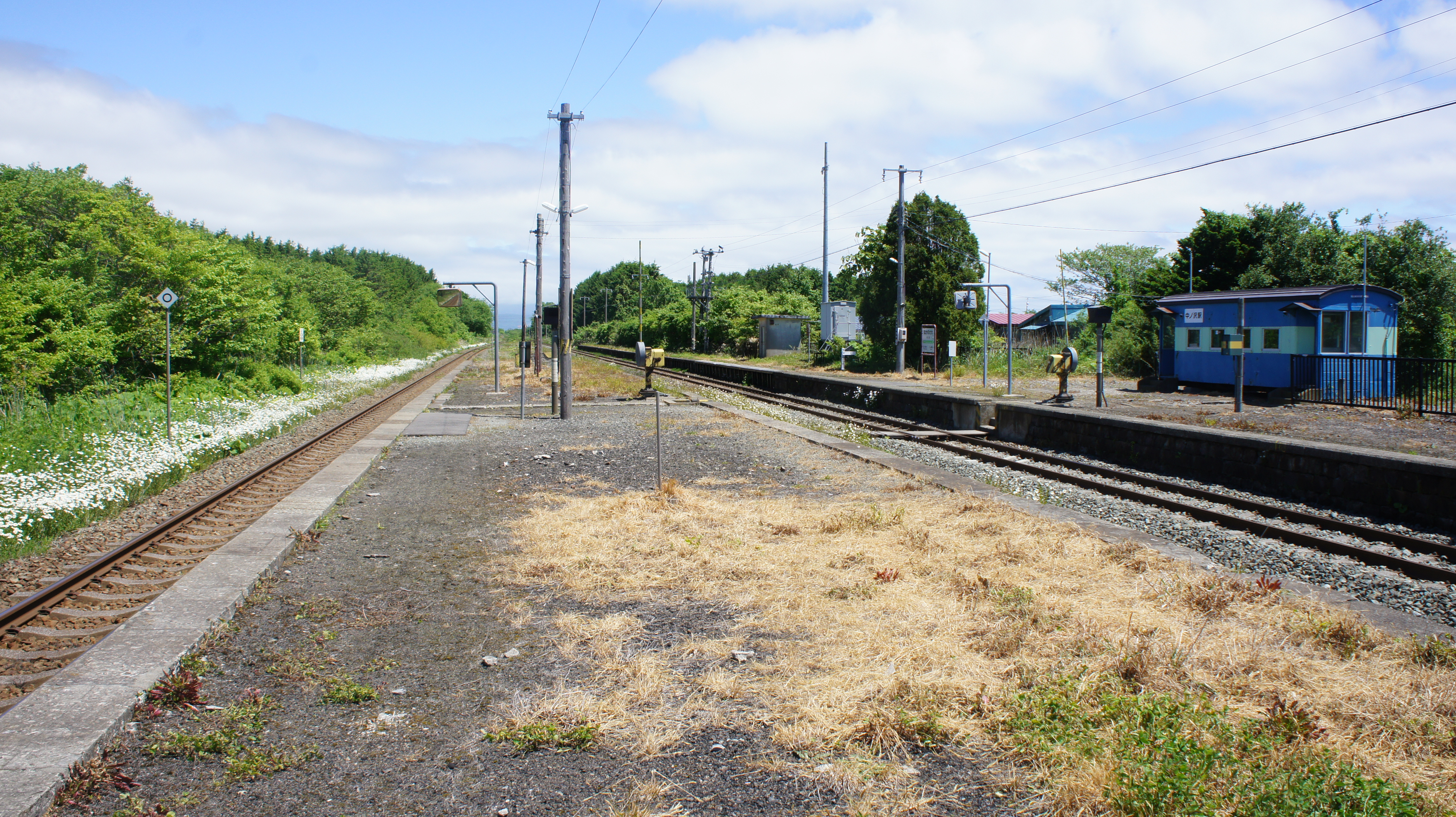
ホーム（2018年6月）
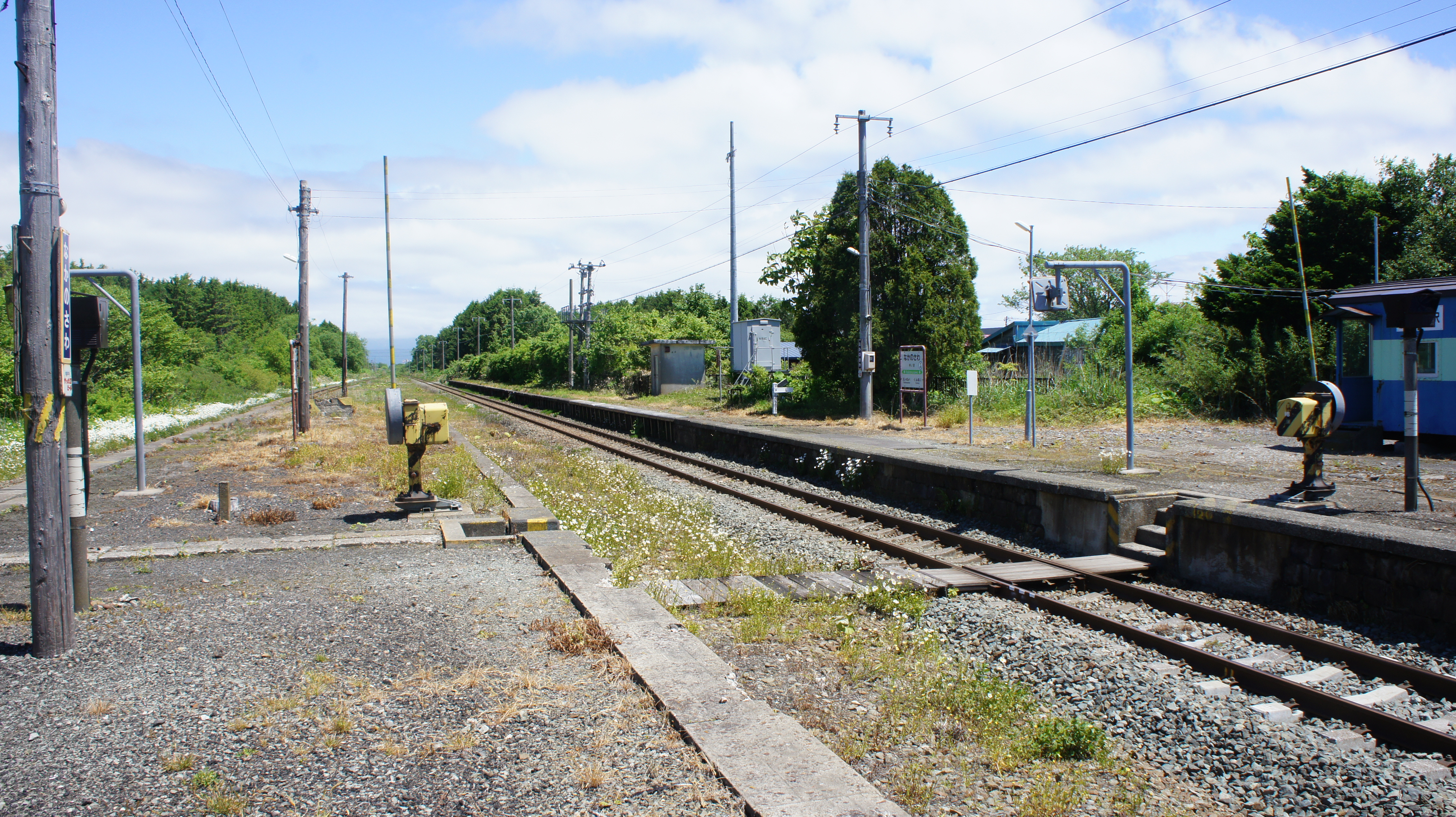
構内踏切（2018年6月）

## 利用状況
乗車人員の推移は以下の通り。年間の値のみ判明している年度は日数割で算出した参考値を括弧書きで示す。出典が「乗降人員」となっているものについては1/2とした値を括弧書きで乗車人員の欄に示し、備考欄で元の値を示す。
また、「JR調査」については、当該の年度を最終年とする過去5年間の各調査日における平均である。
| 年度               | 乗車人員（人） | 乗車人員（人） | 乗車人員（人） | 出典       | 備考                                                                 |
| 年度               | 年間           | 1日平均        | JR調査         | 出典       | 備考                                                                 |
| ------------------ | -------------- | -------------- | -------------- | ---------- | -------------------------------------------------------------------- |
| 1978年（昭和53年） |                | 31.0           |                | [ 6 ]      |                                                                      |
| 2015年（平成27年） |                |                | 「10名以下」   | [ JR北 3 ] |                                                                      |
| 2017年（平成29年） |                |                | 2.6            | [ 14 ]     |                                                                      |
| 2018年（平成30年） |                |                | 2.4            | [ 15 ]     |                                                                      |
| 2019年（令和元年） |                |                | 「3名以下」    | [ JR北 4 ] |                                                                      |
| 2020年（令和02年） |                |                | 「3名以下」    | [ JR北 5 ] |                                                                      |
| 2021年（令和03年） |                |                | 「1名以下」    | [ JR北 6 ] |                                                                      |
| 2022年（令和04年） |                |                | 0.6            | [ 新聞 3 ] | 長万部町が公表した過去5年の数値。JR北海道では「1名以下」としている。 |

## 駅周辺
当駅周辺は1892年（明治25年）に香川県や徳島県から入植が行われたが、農業は不向きな土地であったためさほど振るわず、一方で漁業は一時ホッキ貝の産地として名をあげたこともあった。また、内浦湾沿岸の砂浜や段丘には砂鉄が多く含まれており、中ノ沢駅前でも砂鉄を採取していた。
- 中ノ沢市街
- 国道5号
- 青華堂
- お菓子の王国　はっぴーディアーズ(青華堂のお菓子直売所)
- ステイタス新函館ゴルフ場跡地
- 旧長万部町立中ノ沢小学校
- 中の沢振興会館
- 函館バス「中ノ沢駅前」停留所
- 旧中ノ沢簡易郵便局

## 隣の駅
北海道旅客鉄道（JR北海道）
■函館本線（廃止時点）
国縫駅 (H49) - 中ノ沢駅 (H48) - 長万部駅 (H47)

### JR北海道
1. 1 2  『2024年3月ダイヤ改正について』（PDF）（プレスリリース）北海道旅客鉄道、2023年12月15日。オリジナルの2023年12月15日時点におけるアーカイブ。2023年12月15日閲覧。
2. ↑  『駅番号表示（駅ナンバリング）を実施します』（PDF）（プレスリリース）北海道旅客鉄道、2007年9月12日。オリジナルの2007年9月30日時点におけるアーカイブ。2014年9月6日閲覧。
3. ↑  “極端にご利用の少ない駅（3月26日現在）” (PDF). 平成28年度事業運営の最重点事項.   北海道旅客鉄道. p. 6 (2016年3月28日). 2017年9月25日閲覧。
4. ↑  “駅別乗車人員” (PDF). 地域交通を持続的に維持するために > 全線区のご利用状況.   北海道旅客鉄道 (2020年10月30日). 2020年11月2日時点のオリジナルよりアーカイブ。2020年11月5日閲覧。
5. ↑  “駅別乗車人員” (PDF). 地域交通を持続的に維持するために > 全線区のご利用状況.   北海道旅客鉄道 (2021年9月30日). 2022年1月1日時点のオリジナルよりアーカイブ。2022年1月1日閲覧。
6. ↑  “駅別乗車人員” (PDF). 地域交通を持続的に維持するために > 全線区のご利用状況.   北海道旅客鉄道 (2023年). 2023年1月14日時点のオリジナルよりアーカイブ。2023年9月26日閲覧。
7. ↑  “駅別乗車人員” (PDF). 地域交通を持続的に維持するために > 全線区のご利用状況.   北海道旅客鉄道 (2023年). 2023年9月26日時点のオリジナルよりアーカイブ。2023年9月26日閲覧。

### 新聞記事
1. ↑  「長万部・中ノ沢駅の廃止検討 JR北海道、24年春ダイヤ改正で」『北海道新聞デジタル』北海道新聞社、2023年6月10日。オリジナルの2023年6月10日時点におけるアーカイブ。2023年6月11日閲覧。
2. ↑  「JR北海道、42無人駅の廃止検討　道内全駅の1割強、4駅は来春にも」『北海道新聞デジタル』北海道新聞社、2023年6月17日。オリジナルの2023年6月17日時点におけるアーカイブ。2023年6月24日閲覧。
3. 1 2 3  水島, 久美「中ノ沢駅の廃止受け入れ 長万部町長、議会で方針」『北海道新聞デジタル』北海道新聞社、2023年9月7日。オリジナルの2023年9月16日時点におけるアーカイブ。2023年9月16日閲覧。